# 涅夫多利斯克农村居民点
涅夫多利斯克农村居民点（俄语：Невдольское сельское поселение）是俄罗斯联邦布良斯克州苏泽姆卡区所属的一个农村居民点。其下辖有7个居民点，行政中心为涅夫多利斯克。据2015年统计，该农村居民点的人口为1017人。